# Gustav Gocke
Gustav Gocke (* 17. Februar 1919 in Dortmund; † 9. Februar 2005 ebenda) war ein deutscher Ringer in der Welter- bzw. Mittelgewichtsklasse.

## Werdegang
Gustav Gocke war Mitglied des ASV Heros Dortmund. Infolge seines Geburtsjahres war er einer der deutschen Ringer, deren internationale Laufbahn unter dem Krieg und der Nachkriegszeit stark gelitten hat. Im griechisch-römischen Stil wurde er 1941 deutscher Meister in der Weltergewichts- und 1943, 1949, 1950 und 1953 in der Mittelgewichtsklasse. 1943 besiegte er Europameister Fritz Schäfer, Ludwigshafen am Rhein. Im freien Stil wurde er 1941 (Weltergewicht) und 1951 (Mittelgewicht) deutscher Meister.
Für die Weltmeisterschaften 1951 in Helsinki (freier Stil) qualifiziert, wurde jedoch nicht er, sondern der DDR-Ringer Kurt Hoffmann, Greiz, nominiert. Zum Schaden Gockes und zweier anderer bundesdeutscher Ringer erschienen aber die nominierten DDR-Ringer Hoffmann, Fritz Albrecht, Viernau und Herbert Albrecht, Suhl, nicht in Helsinki.
Die Olympischen Spiele in Helsinki 1952 wurden zum Höhepunkt der Laufbahn Gockes. Im freien Stil (Mittelgewicht) gewann er über Chirinos, Venezuela, Assam, Mexiko, Genuth, Argentinien und Neuhaus, Schweiz, unterlag dem Silbermedaillengewinner Gholam Reza Takhti, Iran, nach Punkten und wurde 4. Sieger.
Im griechisch-römischen Stil hatte er Lospech. Nach einem Sieg über Gallegatti, Italien, traf er dann auf Axel Grönberg, Schweden, und Kalervo Rauhala, Finnland, die späteren Gold- bzw. Silbermedaillengewinner, gegen die er jeweils knapp nach Punkten verlor.
Gleichwohl wurde er für seine sportlichen Leistungen am 12./13. Oktober 1951 mit dem Silbernen Lorbeerblatt ausgezeichnet.
In 12 Länderkämpfen für Deutschland errang er 5 Siege. Ferner wurde er mit Heros Dortmund fünfmal deutscher Mannschaftsmeister.

## Internationale Erfolge
| Jahr | Platz | Wettbewerb     | Stil | Gewichtsklasse | |
| 1952 | 4.    | OS in Helsinki | F    | Mittel         | mit Siegen über Pio Chirinos, Venezuela, Eduardo Assam, Mexiko, Leo Genuth, Argentinien u. Felix Neuhaus, Schweiz u. einer Niederlage gegen Gholam Reza Takhti, Iran |
| 1952 | 8.    | OS in Helsinki | GR   | Mittel         | mit einem Sieg über Ercole Gallegati, Italien u. Niederlagen gegen Axel Grönberg, Schweden u. Kalervo Rauhala, Finnland                                              |

## Deutsche Meisterschaften
| Jahr | Platz | Stil | Gewichtsklasse | Ergebnis                                                                      |
| 1940 | 2.    | GR   | Welter         | hinter Fritz Schäfer, Ludwigshafen am Rhein, vor Georg Fink, Stuttgart        |
| 1941 | 1.    | GR   | Welter         | vor Hans Könen, Essen u. Franz Wittmann, Friesenheim                          |
| 1941 | 1.    | F    | Welter         | vor Siegmund Schweickert, Wiesental u. Ewald Tauer, München-Neuaubing         |
| 1942 | 2.    | GR   | Welter         | hinter Fritz Schäfer, vor Werner Härtling, Wilhelmshaven                      |
| 1943 | 1.    | GR   | Mittel         | vor Fritz Schäfer u. Herbert Krauskopf, Wilhelmshaven                         |
| 1943 | 3.    | F    | Mittel         | hinter Fritz Schäfer u. Albert Laudien, Wilhelmshaven                         |
| 1948 | 2.    | GR   | Mittel         | hinter Oswald Truckenbrodt, Fürth, vor Otto Schlagmüller, Frankfurt-Eckenheim |
| 1949 | 1.    | GR   | Mittel         | vor Bruno Henze, Frankfurt u. Kurt Hoffmann, Greiz                            |
| 1950 | 1.    | GR   | Mittel         | vor Bruno Henze u. Kurt Hoffmann                                              |
| 1951 | 1.    | F    | Mittel         | vor Baptist Metzner, Bamberg u. Horst Heß, Dortmund                           |
| 1952 | 2.    | GR   | Mittel         | hinter Martin Merle, Rheinhausen u. vor Ernst Lenz, München                   |
| 1953 | 1.    | GR   | Mittel         | vor Martin Merle u. Gerhard Strumpf, Berlin                                   |

Anm.: OS = Olympische Spiele, F = freier Stil, GR = griechisch-römischer Stil, Weltergewicht, damals bis 73 kg, Mittelgewicht, damals bis 79 kg Körpergewicht